# Mainvilliers, Loiret
Mainvilliers är en kommun i departementet Loiret i regionen Centre-Val de Loire strax norr Frankrikes mitt. Kommunen ligger i kantonen Malesherbes som tillhör arrondissementet Pithiviers. År 2018 hade Mainvilliers 266 invånare.

## Befolkningsutveckling
Antalet invånare i kommunen Mainvilliers
| Referens: INSEE |